# Endocarpon pseudosubnitescens
Endocarpon pseudosubnitescens är en lavart som beskrevs av Breuss. Endocarpon pseudosubnitescens ingår i släktet Endocarpon och familjen Verrucariaceae.   Inga underarter finns listade i Catalogue of Life.